# 8 de octubre
El 8 de octubre es el 281.º (ducentésimo octogésimo primer) día del año —el 282.º (ducentésimo octogésimo segundo) en los años bisiestos— en el calendario gregoriano. Quedan 84 días para finalizar el año.

## Acontecimientos
- 314: en Colonia Aurelia Cibalae (en la actual Croacia), el emperador romano Constantino I el Grande vence al emperador romano Licinio en la batalla de Cibalae.
- 451: en Calcedonia comienza el concilio ecuménico de Calcedonia en el que se proclamará una nueva doctrina: Jesucristo es totalmente divino y totalmente humano (dos naturalezas en una sola persona).
- 976: En Al-Ándalus, el joven califa Hisham II nombra como primer ministro (háyib) a Almanzor, quien en pocos años se haría con el control del ejército y comenzaría a asolar los reinos cristianos del norte.
- 1075: en Croacia, Dmitar Zvonimir es coronado rey.
- 1375: en los Países Bajos, una marea ciclónica inunda Flandes, Holanda y Zelanda. (29 años después se volverán a inundar exactamente las mismas regiones). La inundación cubre para siempre la localidad de Boterzande, que actualmente se encuentra bajo el Westerschelde (el estuario del río Escalda).
- 1573: se levanta el asedio de Alkmaar por parte de las tropas españolas de Don Fadrique, siendo la primera victoria de las Provincias Unidas de los Países Bajos en la guerra de los Ochenta Años.
- 1582: en España, Italia, Polonia y Portugal, se suprime este día ―entre el jueves 4 de octubre de 1582 y el viernes 15 de octubre― debido a la implementación del calendario gregoriano.
- 1600: en San Marino se adopta la primera constitución escrita.
- 1812: en la ciudad de Buenos Aires, ocurre la Revolución del 8 de octubre de 1812, donde el teniente general José de San Martín, junto con Carlos María de Alvear, Manuel Guillermo Pinto, Francisco Ortiz de Ocampo y Bernardo de Monteagudo, derrocan al Primer Triunvirato, y se crea el Segundo Triunvirato.
- 1814: comienza el congreso de Viena para reconstruir las fronteras de Europa, tras las conquistas de Napoleón.
- 1814: en la ciudad de Buenos Aires, por decreto del supremo gobierno de las Provincias Unidas del Río de la Plata, se crea la provincia de Tucumán.
- 1821: creación de la Marina de Guerra del Perú, autoridad marítima, fluvial y lacustre de la República del Perú.
- 1822: en la isla de Java (Indonesia) el volcán Galunggung comienza una erupción que durará un mes y dejará un saldo de más de 4000 muertos.
- 1851:  En Uruguay, región del Río de la Plata se da por terminada la Guerra Grande, un conflicto que duró casi 12 años e involucró a las facciones políticas uruguayas denominadas "blancos" (liderados por Manuel Oribe) y los "colorados" (liderados por Fructuoso Rivera). También contó con la intervención de facciones políticas de Argentina, los federales liderados por Juan Manuel de Rosas en apoyo a los blancos uruguayos, y los unitarios en apoyo a los colorados, además de la participación del Imperio del Brasil, Gran Bretaña y Francia, así como fuerzas mercenarias españolas e italianas. El tratado estableció: «No habrá vencedores ni vencidos».
- 1860: el presidente Derqui decretó, que por razones de uniformidad se usaría en todos los actos administrativos la denominación “República Argentina” y si bien la denominación consagrada por el uso ha sido esa, a partir de la reincorporación del Estado de Buenos Aires al resto de la Confederación, en 1859, el texto refundido y vigente de la Constitución, según la edición ordenada por el Congreso Nacional por la Ley 12.632 y publicada en 1942, conserva la de “Confederación Argentina”, por cuanto ésta nunca fue expresamente eliminada del texto legal.
- 1871: en varios estados en el centro-norte de Estados Unidos, una grave sequía, fuertes vientos y altas temperaturas contribuyen a uno de los peores desastres de incendios forestales de la historia de ese país, con el Gran incendio de Chicago (que comenzó hoy y terminó el martes 10; con 300 víctimas), el Incendio de Péshtigo (el más letal en Estados Unidos, en que murieron entre 1200 y 2500 personas) y los incendios en Holland, Manistee y Port Huron (en Míchigan).
- 1879: en el marco de la guerra del Pacífico, las fuerzas chilenas se enfrentan a las fuerzas peruanas en el combate naval de Angamos.
- 1881: se inaugura la línea férrea Madrid-Lisboa.
- 1882: en la provincia de Pinar del Río (Cuba) sucede el segundo día de un huracán que arrasará la región hasta el día siguiente.
- 1895: en Corea, el embajador japonés Miura Goro hace asesinar a la Reina Min la última emperatriz de ese país.
- 1909: un terremoto en Zagreb (Croacia) permite que el sismólogo Andriya Mohorovicich identifique la discontinuidad de Mohorovičić.
- 1912: comienza la primera guerra de los Balcanes.
- 1917: León Trotski es elegido presidente del Soviet de San Petersburgo.
- 1918: inicio de la Segunda Batalla de Cambrai entre tropas aliadas y alemanas.
- 1918: en España Antonio Maura dimite con todo su gabinete.
- 1932: en Rosario (Argentina) reaparece el comerciante Favelukes, quien había sido secuestrado. Esa noche es asesinado en su pensión el periodista Silvio Alzogaray, el único que había denunciado que se trataba de un secuestro mafioso realizado por la organización polaca Zwi Migdal.
- 1940: es fundado El Colegio de México.
- 1941: tropas alemanas llegan a la ciudad de Mariúpol durante su invasión de la Unión Soviética.
- 1952: en la estación de Harrow & Wealdstone de Londres (Reino Unido) ocurre un accidente ferroviario.
- 1958: a 124 metros bajo tierra, en el área U12b.02 del Sitio de pruebas atómicas de Nevada (a unos 100 km al noroeste de la ciudad de Las Vegas), a las 14:00 (hora local), Estados Unidos detona su bomba atómica Tamalpais, de 0,072 kilotones. Es la bomba n.º 170 de las 1132 que Estados Unidos detonó entre 1945 y 1992.
- 1962: Argelia es aceptada en las Naciones Unidas.
- 1962: en Alemania, la revista Der Spiegel publica el artículo «Bedingt abwehrbereit» (‘preparados condicionalmente para la defensa’) acerca de la maniobra de la OTAN llamada «Fallex 62», la cual reveló el lamentable estado del Bundeswehr (ejército alemán). La revista fue acusada de "traición" por decir la verdad (la subyugacion del gobierno alemán a los intereses de usa y la otan que continúa hasta ahora)
- 1967: en Bolivia el ejército boliviano ―junto con asesores de la CIA― capturan al revolucionario argentino y cubano comandante Ernesto Che Guevara. Al día siguiente será asesinado de manera ilegal y sin juicio previo.
- 1969: a 625 metros bajo tierra, en el área U20b del Sitio de pruebas atómicas de Nevada (a unos 100 km al noroeste de la ciudad de Las Vegas), a las 6:30 (hora local) Estados Unidos detona su bomba atómica Pipkin, de 200 kt. Es la bomba n.º 642 de las 1132 que Estados Unidos detonó entre 1945 y 1992.
- 1969: en Uruguay, integrantes Movimiento de Liberación Nacional - Tupamaros (MLN-T) ―grupo guerrillero de extrema izquierda― toman por asalto la comisaría, el cuartel de bomberos, la central telefónica y varios bancos de la ciudad de Pando, en lo que se conoce como la «Toma de Pando».
- 1970: el escritor ruso Alexander Solzhenitsyn es galardonado con el Premio Nobel de Literatura.
- 1971: a 625 metros bajo tierra, en el área U9ch del Sitio de pruebas atómicas de Nevada (a unos 100 km al noroeste de la ciudad de Las Vegas), a las 6:30 (hora local) Estados Unidos detona su bomba atómica Cathay, de 7 kilotones. Es la bomba n.º 743 de las 1132 que Estados Unidos detonó entre 1945 y 1992.
- 1973: Se publica por primera vez en Paraguay, el Diario Última Hora.
- 1974: en Estados Unidos, quiebra el banco Franklin National Bank por fraude; hasta ese momento será la quiebra más grande de la historia de ese país.
- 1974: Baja California Sur y Quintana Roo son declarados como estado.
- 1982: quedan prohibidas todas las organizaciones supuestamente "laborales y sindicales" que reciben financiacion extranjera  polacas, incluido el sindicato Solidaridad (que recibe financiacion de la cia).
- 1982: en Broadway se inaugura el musical Cats y se presentará durante casi 18 años hasta el 10 de septiembre de 2000.
- 1983: en Birmania, Chun Doo, presidente de Corea del Sur, resulta ileso de un atentado.
- 1988: en Barcelona, Freddie Mercury (cantante de la banda británica Queen) realiza su última presentación en vida ante una audiencia; su último concierto junto a Queen había sido el 9 de agosto de 1986 en Inglaterra.
- 1990: en la Explanada de las Mezquitas, en Jerusalén ―en el marco de la ocupación ilegal de israel del territorio palestino, la policía israelí dispara contra peregrinos musulmanes en la Cúpula de la Roca (monumento islámico) asesinando a 17 civiles muertos e hiriendo a más de 100 (terrorismo de Estado).
- 1991: Croacia vota por separarse de Yugoslavia.
- 1992: en Madrid (España) se inaugura el Museo Thyssen.
- 1992: en Lima, Perú se produjo una acción armada revolucionaria en el Centro Comercial Camino Real por Sendero Luminoso.
- 1997: El huracán Pauline toca tierra en el sur de México dejando cientos de personas fallecidas y miles de daños en los estados de Oaxaca y Guerrero.
- 1997: en Los Ángeles, la empresa estadounidense Yahoo! adquiere la empresa Four11 y su correo electrónico RocketMail, primer competidor del correo electrónico Hotmail.com.[1]
- 1998: Abraham Olano se convierte en el primer ciclista en proclamarse campeón del mundo tanto en ruta (1995) como en contrarreloj.
- 2001: en el aeropuerto de Milán-Linate (Italia), un bimotor Cessna choca contra un avión Scandinavian Airlines System (SAS). Mueren 118 personas.
- 2005: terremoto de magnitud de 7,6 en la escala de Richter en Cachemira, entre India y Pakistán.
- 2007: Costa Rica aprueba un lesivo tratado de libre comercio con Estados Unidos que aumentara mucho más la desigualdad en ese país.
- 2014: La revista Royal Society Open Science publica el descubrimiento del Tachiraptor Admirabilis, dinosaurio terópodo, en Táchira, Venezuela.
- 2021: Facebook e Instagram vuelven a caer 4 días después de la mayor caída de su historia.
- 2021: MercurySteam y Nintendo estrenan Metroid Dread en la consola Nintendo Switch, secuela directa de Metroid Fusion, lanzado en 2002 para GameBoy Advance.

## Nacimientos
- 319 a. C.: Pirro de Epiro, rey macedonio (f. 272 a. C.).
- 1515: Margarita Douglas, aristócrata británica (f. 1578).
- 1585: Heinrich Schütz, organista y compositor alemán (f. 1672).
- 1676: Benito Jerónimo Feijoo, monje y ensayista español (f. 1764).
- 1715: Michel Benoist, jesuita y científico francés (f. 1774).
- 1741: José Cadalso, escritor español (f. 1782).
- 1752: Francisco Cabarrús, financiero español  (f. 1810).
- 1760: Dionisio Alcalá Galiano, marino, militar y científico español (f. 1805).
- 1786: Antonio Almada y Alvarado, político mexicano (f. 1846).
- 1789: William Swainson, ornitólogo y entomólogo angloneocelandés (f. 1855).
- 1834: Francisco Márquez, militar mexicano (f. 1847).
- 1835: Christian Otto Mohr, ingeniero civil alemán (f. 1918).
- 1842: Francisco del Paso y Troncoso, historiador mexicano  (f. 1916).
- 1844: Bartolomé Maura y Montaner, pintor español (f. 1926).
- 1847: Rose Scott, activista australiana (f. 1925).
- 1848: Pierre De Geyter, compositor belga (f. 1932).
- 1850: Henry Le Châtelier, químico francés (f. 1936).
- 1862: Emil von Sauer, compositor, pianista, editor de partituras y profesor de piano alemán (f. 1942).
- 1870: Louis Vierne, organista y compositor francés (f. 1937).
- 1873: Ejnar Hertzsprung, astrónomo danés (f. 1967).
- 1873: Alekséi Shchúsev, arquitecto ruso (f. 1949).
- 1875: Lawrence Doherty, tenista británico (f. 1919).
- 1881: José Solchaga, militar español (f. 1953).
- 1883: Otto Heinrich Warburg, fisiólogo y físico alemán, premio nobel de medicina en 1931 (f. 1970).
- 1884: Walther von Reichenau, general alemán (f. 1942).
- 1888: Friedrich Fromm, oficial nazi alemán (f. 1945).
- 1888: Ernst Kretschmer, psiquiatra y neurólogo alemán (f. 1964).
- 1890: Eddie Rickenbacker, piloto y militar estadounidense (f. 1973).
- 1890: Philippe Thijs, ciclista belga (f. 1971).
- 1890: Karl Harrer, periodista alemán (f. 1926).
- 1892: Marina Tsvetaeva, poetisa rusa (f. 1941).
- 1892: Carlos Vial Infante, ingeniero, empresario y político chileno (f. 1986).
- 1893: Clarence Williams, pianista y compositor estadounidense (f. 1965).
- 1894: Vicente Rojo Lluch, general antifascista español (f. 1966)
- 1895: Juan Domingo Perón, político, militar y presidente argentino entre 1946 y 1955 y entre 1973 y 1974 (f. 1974).
- 1895: Ahmet Zogu, presidente y rey albanés (f. 1961).
- 1896: Julien Duvivier, cineasta, productor y guionista francés (f. 1967).
- 1897: Rouben Mamoulian, cineasta y guionista estadounidense de origen georgiano (f. 1987).
- 1897: Antonio Soto, anarcosindicalista hispano-argentino (f. 1963).
- 1900: Alfredo Carricaberry, futbolista argentino (f. 1942).
- 1900: Luis Palacios Rossini, político chileno (f. ¿?).
- 1902: Lauchlin Currie, economista canadiense (f. 1993).
- 1904: Yves Giraud-Cabantous, piloto francés de automovilismo (f. 1973).
- 1907: Richard Sharpe Shaver, escritor e ilustrador estadounidense (f. 1975).
- 1910: Kirk Alyn, actor estadounidense (f. 1999).
- 1910: Paulette Dubost, actriz francesa (f. 2011).
- 1910: Gus Hall, político estadounidense (f. 2000).
- 1912: Roger Pla, escritor y crítico de arte argentino (f. 1982).
- 1915: María Telo Núñez, jurista y feminista española (f. 2014).
- 1915: Pablo Palazuelo, pintor y escultor español (f. 2007).
- 1917: Rodney Robert Porter, bioquímico británico, premio nobel de medicina en 1972 (f. 1985).
- 1918: Jens Christian Skou, químico danés, premio nobel de química en 1997 (f. 2018).
- 1919: Kiichi Miyazawa, político japonés, primer ministro de su país (f. 2007).
- 1919: Teresa Pàmies, escritora española (f. 2012).
- 1920: Frank Herbert, escritor estadounidense (f. 1986).
- 1920: Eduardo Rudy, actor argentino (f. 1989).
- 1922: Enriqueta Leguía, poetisa peruana (f. 2017).
- 1922: Nils Liedholm, futbolista y entrenador noruego (f. 2007).
- 1924: Thirunalloor Karunakaran, poeta y erudito indio (f. 2006).
- 1926: Álvaro Magaña, abogado, economista y político salvadoreño (f. 2001).
- 1927: Jim Elliot, misionero estadounidense (f. 1956).
- 1927: César Milstein, bioquímico argentino, premio nobel de medicina en 1984 (f. 2002).
- 1927: Carmina Virgili, geóloga, química, gestora científica y política española (f. 2014).
- 1928: M. Russell Ballard, militar, empresario y líder religioso mormón estadounidense (f. 2023).
- 1928: Erica Wilson, diseñadora de bordados estadounidense (f. 2011).
- 1929: Betty Boothroyd, política británica (f. 2023).
- 1929: Didí (Valdir Pereira), futbolista brasileño (f. 2001).
- 1929: Manuel García Ferré, historietista y animador gráfico argentino de origen español (f. 2013).
- 1930: Tōru Takemitsu, compositor japonés (f. 1996).
- 1932: Juan Carlos Barbieri, actor argentino (f. 1996).
- 1934: Kader Asmal, político sudafricano (f. 2011).
- 1934: Gerry Hitchens, futbolista británico (f. 1983).
- 1934: Hugo Gambini, periodista e historiador argentino (f. 2019).
- 1936: Rogelio Guerra, actor mexicano (f. 2018).
- 1938: Roberto Luti, cantante y compositor italiano.
- 1938: Fred Stolle, tenista australiano.
- 1939: Paul Hogan, actor, productor y guionista australiano.
- 1939: Elvīra Ozoliņa, atleta lituano, lanzador de jabalina.
- 1939: Harvey Pekar, escritor y crítico estadounidense (f. 2010).
- 1940: Maria Àngels Cardona i Florit, científica española (f. 1991).
- 1941: Jesse Jackson, religioso y político estadounidense.
- 1942: Pepe Domingo Castaño, comunicador, escritor y cantante español. (f. 2023)
- 1943: Chevy Chase, comediante, actor y guionista estadounidense.
- 1943: R. L. Stine, escritor, guionista y productor estadounidense.
- 1946: Hanan Ashrawi, erudita, activista y política palestina.
- 1946: Jean Jacques Beineix, cineasta y productor francés.
- 1946: Dennis Kucinich, político estadounidense, alcalde de Cleveland.
- 1947: Emiel Puttemans, corredor belga.
- 1947: Stephen Shore, fotógrafo estadounidense.
- 1948: Benjamin Cheever, escritor estadounidense.
- 1948: Claude Jade, actriz francesa (f. 2006).
- 1948: Johnny Ramone, guitarrista y compositor estadounidense, de la banda Ramones (f. 2004).
- 1949: Sigourney Weaver, actriz y productora estadounidense.
- 1949: Hamish Stuart, cantante, guitarrista y productor británico, de la banda Average White Band.
- 1949: Cien Caras, luchador professional Mexicano
- 1950: Robert "Kool" Bell, cantautor y bajista estadounidense, de la banda Kool & the Gang.
- 1950: Eduardo Verano de la Rosa, político y empresario colombiano, Gobernador del Atlántico entre 2008-2011, 2016-2019 y desde 2024.
- 1951: Timo Salonen, piloto finlandés.
- 1952: Edward Zwick, cineasta, productor y guionista estadounidense.
- 1954: Michael Dudikoff, actor estadounidense.
- 1954: Huub Rothengatter, piloto neerlandés.
- 1955: Marcelo Bonelli, periodista argentino.
- 1955: Bill Elliott, piloto de automovilismo estadounidense.
- 1955: Darrell Hammond, comediante y actor estadounidense.
- 1956: Tente Sánchez, futbolista español.
- 1956: Stephanie Zimbalist, actriz estadounidense.
- 1957: Antonio Cabrini, futbolista y empresario italiano.
- 1958: Michael Jarrell, compositor suizo.
- 1958: Ursula von der Leyen, médica y política belga-alemana, ministra de Defensa de Alemania.
- 1959: Nick Bakay, actor, productor y guionista estadounidense.
- 1959: Miguel de Andrés, futbolista español.
- 1960: Andrea Anastasi, voleybolista y entrenador italiano.
- 1960: Lorenzo Milá, periodista y presentador de televisión español.
- 1960: Reed Hastings, empresario, filántropo y director ejecutivo estadounidense, cofundador de Netflix.
- 1961: Steven Bernstein, trompetista y compositor estadounidense, de las bandas Sex Mob y The Lounge Lizards.
- 1961: Carlos Goñi, músico español.
- 1962: Bruno Thiry, piloto belga.
- 1963: Daniela Castelo, periodista argentina (f. 2011).
- 1963: David Yates, director de cine y televisión británico.
- 1964: Jakob Arjouni, escritor alemán (f. 2013).
- 1965: Matt Biondi, nadador estadounidense.
- 1965: Peter Greene, actor estadounidense.
- 1965: Ardal O'Hanlon, comediante, actor y escritor irlandés.
- 1965: C. J. Ramone, cantante-compositor y bajista estadounidense, de la banda Ramones.
- 1966: Art Barr, luchador estadounidense (f. 1994).
- 1966: Felipe Camiroaga, animador de televisión y actor chileno (f. 2011).
- 1966: Karyn Parsons, actriz y productora estadounidense.
- 1967: Yvonne Reyes, modelo venezolana.
- 1968: Ali Benarbia, futbolista argelino.
- 1968: Zvonimir Boban, futbolista croata.
- 1968: Emily Procter, actriz estadounidense.
- 1968: Lucho Velasco, actor colombiano.
- 1968: CL Smooth, rapero y productor estadounidense, de la banda Pete Rock & CL Smooth.
- 1968: Leeroy Thornhill, tecladista británico, de la banda The Prodigy.
- 1969: Julia Ann, actriz estadounidense.
- 1969: Jeremy Davies, actor estadounidense.
- 1969: Susanna Griso, periodista española.
- 1969: Mariana Moyano, periodista y académica argentina.
- 1969: Dylan Neal, actor canadiense-estadounidense.
- 1970: Matt Damon, actor, productor y guionista estadounidense.
- 1970: Sadiq Khan, político británico, alcalde de Londres.
- 1970: Gauri Khan, productora  y diseñadora de moda india.
- 1970: Tetsuya Nomura, diseñador de videojuegos japonés.
- 1970: Mayrín Villanueva, actriz mexicana.
- 1971: Roberto Ríos, futbolista español.
- 1971: Monty Williams, baloncestista y entrenador estadounidense.
- 1972: Terry Balsamo, guitarrista estadounidense, de las bandas Limp Bizkit y Evanescence.
- 1972: Stanislav Varga, futbolista y mánager eslovaco.
- 1973: Jim Fairchild, cantante-compositor y guitarrista estadounidense, de las bandas Grandaddy y Modest Mouse.
- 1974: Martin Henderson, actor neozelandés.
- 1974: Koji Murofushi, atleta japonés, lanzador de martillo.
- 1976: Galo Blanco, tenista y entrenador español.
- 1976: Seryoga, cantante, rapero y actor bielorruso.
- 1976: Juan Cruz Real, entrenador argentino de fútbol.
- 1977: Erna Siikavirta, pianista, cantante y compositora finlandesa, de la banda Lordi.
- 1978: Dickon Mitchell, político y abogado granadino, primer ministro de Granada desde 2022.
- 1979: Noelle Scaggs, cantante y compositor estadounidense, de la banda Fitz and The Tantrums.
- 1979: Paul Burchill, luchador profesional británico.
- 1979: Kristanna Loken, modelo, actriz y productora estadounidense.
- 1979: Gregori Chad Petree, cantante-compositor y guitarrista estadounidense, de las bandas Shiny Toy Guns, Cloud2Ground y PC Quest.
- 1979: Pablo Alberto Cuba, futbolista argentino.
- 1980: The Miz (Mike Mizanin), luchador profesional estadounidense.
- 1980: Nick Cannon, actor estadounidense.
- 1981: Davide Zoboli, futbolista italiano.
- 1983: Travis Pastrana, piloto de automovilismo y motociclismo estadounidense.
- 1983: Lee Sang-hee, actriz surcoreana.
- 1984: Malcolm Shabazz, criminal francoestadounidense (f. 2013).
- 1984: Jun Ando, futbolista japonés.
- 1985: Bruno Mars, cantante y músico estadounidense.
- 1985: Razak Omotoyossi, futbolista beninés (f. 2025).
- 1986: Fabrizio Cacciatore, futbolista italiano.
- 1986: Nahuel Vasko, músico argentino.
- 1987: Ksenia Solo, actriz lituano-canadiense.
- 1989: Armand Traoré, futbolista francés.
- 1989: Elimar Díaz, política venezolana.
- 1990: Arturo Mina, futbolista ecuatoriano.
- 1990: Felipe Gutiérrez, futbolista chileno.
- 1990: Jorge Ulloa, actor y director de cine ecuatoriano.
- 1991: Lina Tejeiro, actriz colombiana.
- 1991: Antonio José Raíllo Arenas, futbolista español.
- 1992: Lucas Alario, futbolista argentino.
- 1993: Angus T. Jones, actor estadounidense.
- 1993: Garbiñe Muguruza, tenista hispano-venezolana.
- 1993: Barbara Palvin, modelo y actriz húngara.
- 1993: Molly C. Quinn, actriz estadounidense.
- 1995: Vincent Sierro, futbolista suizo.
- 1995: Adrian Chovan, futbolista eslovaco.
- 1996: Devontae Cacok, baloncestista estadounidense.
- 1996: Pablo Nicolás López, futbolista uruguayo.
- 1997: Bella Thorne, actriz, cantante y bailarina estadounidense.
- 1997: Ella, cantante brasileña.
- 1997: Matteo Bocelli, cantante italiano.
- 1997: Dmytro Horiha, balonmanista ucraniano.
- 1997: Erik Prekop, futbolista eslovaco.
- 1998: Akane Yanagisawa, nadadora japonesa.
- 1998: Matías Barrientos, futbolista argentino.
- 1999: Đorđe Petrović, futbolista serbio.
- 2000: Ethan Torchio, baterista de Måneskin.
- 2001: Huh Yun-jin, cantante coreano-estadounidense, miembro del grupo Le Sserafim.
- 2003: Ángela Aguilar, cantante mexicana.

## Fallecimientos
- 705: Abd al-Malik ibn Marwan, califa musulmán (n. 646).
- 976: Helena de Zadar, reina croata.
- 1317: Fushimi Tennō, emperador japonés (n. 1265).
- 1647: Christen Sørensen Longomontanus, astrónomo danés (n. 1562).
- 1656: Juan Jorge I, rey sajón (n. 1585).
- 1687: Pietro Líberi, pintor italiano (n. 1605).
- 1735: Yongzheng, emperador chino (n. 1678).
- 1754: Henry Fielding, novelista y dramaturgo británico (n. 1707).
- 1772: Jean-Joseph de Mondonville, violinista y compositor francés (n. 1711).
- 1793: John Hancock, comerciante y político estadounidense (n. 1737).
- 1803: Vittorio Alfieri, dramaturgo y poeta italiano (n. 1749).
- 1809: James Elphinston, ortógrafo, fonólogo y lingüista británico (n. 1721).
- 1820: Henrí Christoph, político, exesclavo y rey haitiano (n. 1767).
- 1821: Juan O'Donojú, militar español (n. 1762).
- 1826: Marie-Guillemine Benoist, pintora francesa (n. 1768).
- 1834: François-Adrien Boieldieu, compositor francés (n. 1775).
- 1844: Martín Fernández de Navarrete, marino y escritor español (n. 1765).
- 1856: Theodore Chasseriau, pintor francés de origen dominicano (n. 1819).
- 1869: Franklin Pierce, militar y político estadounidense, presidente de los Estados Unidos entre 1853 y 1857 (n. 1804).
- 1879: Miguel Grau Seminario, militar y héroe nacional peruano (n. 1834).
- 1886: José Casado del Alisal, pintor español (n. 1832).
- 1897: Alekséi Savrásov, pintor ruso (n. 1830).
- 1898: Juan Alonso Zayas, militar español (n. 1869).
- 1913: Lucio V. Mansilla, escritor argentino (n. 1831).
- 1915: Alberto García Granados, ingeniero y político mexicano (n. 1848)
- 1918: Saturnino Herrán, pintor mexicano (n. 1887).
- 1924: Theodor Koch-Grünberg, etnólogo y explorador alemán (n. 1872).
- 1927: Ricardo Güiraldes, novelista y poeta argentino (n. 1889).
- 1928: Larry Semon, actor, director, guionista y productor estadounidense (n. 1889).
- 1929: Jacek Malczewski, pintor polaco (n. 1854).
- 1931: John Monash, general e ingeniero australiano (n. 1865).
- 1936: Premchand, escritor indio (n. 1880).
- 1945: Felix Salten, escritor y crítico austriaco (n. 1869).
- 1946: Agustín Parrado García, obispo español (n. 1873).
- 1949: Leonor Michaelis, bioquímico y físico alemán (n. 1875).
- 1951: José Joaquín Casas Castañeda, político colombiano (n. 1861).
- 1953: Nigel Bruce, actor y cantante mexicano-estadounidense (n. 1895).
- 1953: Kathleen Ferrier, cantante británica (n. 1912).
- 1953: Chōjun Miyagi, artista marcial japonés (n. 1888).
- 1954: Ricardo García Ysunza, médico cirujano mexicano, director de la Escuela Nacional de Medicina, iniciativa de autonomía del Instituto Científico y Literario, masón (n. 1892).[2]
- 1955: Trifón Gómez, político y sindicalista español (n. 1889).
- 1962: Solomon Linda, cantante y compositor sudafricano (n. 1909).
- 1963: Remedios Varo, pintora hispanomexicana (n. 1908).
- 1966: Célestin Freinet, pedagogo francés (n. 1896).
- 1967: Clement Attlee, político, militar, primer ministro y abogado británico (n. 1883).
- 1970: Jean Giono, escritor francés (n. 1895).
- 1973: Gabriel Marcel, filósofo católico, dramaturgo y crítico francés (n. 1889).
- 1981: Armando Bó, cineasta argentino (n. 1914).
- 1982: Philip J. Noel-Baker, atleta, político y diplomático británico, premio nobel de la paz en 1959 (n. 1889).
- 1982: Fernando Lamas, actor y cineasta argentino (n. 1915).
- 1982: Raúl Madero, ingeniero, militar y político mexicano (n. 1888).
- 1983: Joan Hackett, actriz estadounidense (n. 1934).
- 1985: Marta Lynch, escritora argentina (n. 1925).
- 1987: Konstantinos Tsatsos, académico y político griego, 2.º presidente de su país (n. 1899).
- 1990: José Luis Alonso Mañés, director de teatro y actor español (n. 1924).
- 1990: Juan José Arévalo, presidente guatemalteco (n. 1904).
- 1992: Willy Brandt, canciller alemán, premio nobel de la paz en 1971 (n. 1913).
- 1993: Santiago Navarro, baloncestista español (n. 1936).
- 1997: Ernesto P. Uruchurtu, político mexicano (n. 1906).
- 1999: Adrián Ramos, actor mexicano (n. 1945).
- 2000: Charlotte Lamb, escritor británico (n. 1937).
- 2004: Jacques Derridá, filósofo francés (n. 1930).
- 2005: Micaela Josefa Portilla Vitoria, antropóloga, historiadora y pedagoga española (n.1922)
- 2007: Constantine Andreou, pintor y escultor franco-griego (n. 1917).
- 2008: George Emil Palade, biólogo rumano, premio nobel de fisiología o medicina (n. 1912).
- 2009: Juan Carlos Mareco, presentador de televisión uruguayo (n. 1926).
- 2011: Al Davis, futbolista y entrenador estadounidense (n. 1929).
- 2011: Roger Williams, pianista estadounidense (n. 1924).
- 2011: Mikey Welsh, músico y artista estadounidense (n. 1971).
- 2011: Ingvar Wixell, barítono sueco (n. 1931).
- 2011: Dennis Ritchie, informático estadounidense (n. 1941).
- 2012: Donnie Butcher, baloncestista y entrenador estadounidense (n. 1936).
- 2012: Leopoldo García Colín, físico mexicano (n. 1930).
- 2012: John Tchicai, saxofonista y compositor franco-danés (n. 1936).
- 2013: Phil Chevron, guitarrista, cantante y compositor irlandés, de la banda The Pogues (n. 1957).
- 2013: Rod Grams, periodista y político estadounidense (n. 1948).
- 2023: László Sólyom, jurista, bibliotecario y político húngaro, presidente de Hungría entre 2005 y 2010 (n. 1942).
- 2023: Burt Young, actor estadounidense (n. 1940).

## Celebraciones
- Día Internacional del Pulpo.[3]
- Día Internacional de la Podología.[4]
- Día Internacional de la Dislexia.[5][6]

 Por países
(Por orden alfabético)
- Argentina: 
  - Día Nacional del Patrimonio Natural y Cultural Argentino.[7] Fue instituido en 1990 por decreto 2033.
  - Día Nacional del Profesor de Educación Física.[8]
  - Día del Trabajador Rural. Se celebra en esta fecha en recuerdo de la sanción del primer Estatuto del Peón de Campo, el 8 de octubre de 1944, que señala el comienzo de la protección legal del trabajador rural.
  - Día del Estudiante Solidario.[9] Se conmemora en esta fecha en recuerdo de la Tragedia de Santa Fe, donde murieron nueve alumnos y una docente del Colegio Ecos, cuando el ómnibus en el que viajaban fue embestido por un camión. Los estudiantes regresaban a Buenos Aires de una escuela del Chaco, adonde realizaron actividades solidarias.
    -  Misiones: 
      - Día provincial del Productor Tabacalero.[10] La fecha fue elegida en reconocimiento al primer Congreso Nacional Tabacalero, que se realizó el 8 de octubre de 1944 en Posadas.
      - Día de la Conservación del Suelo Misionero.[11]

- India:
  - Día de la Fuerza Aérea.

- Irán:
  - Día del Niño.

- Namibia:
  - Día del Árbol.

- Perú:
  - Día de la Marina.

### Santoral católico

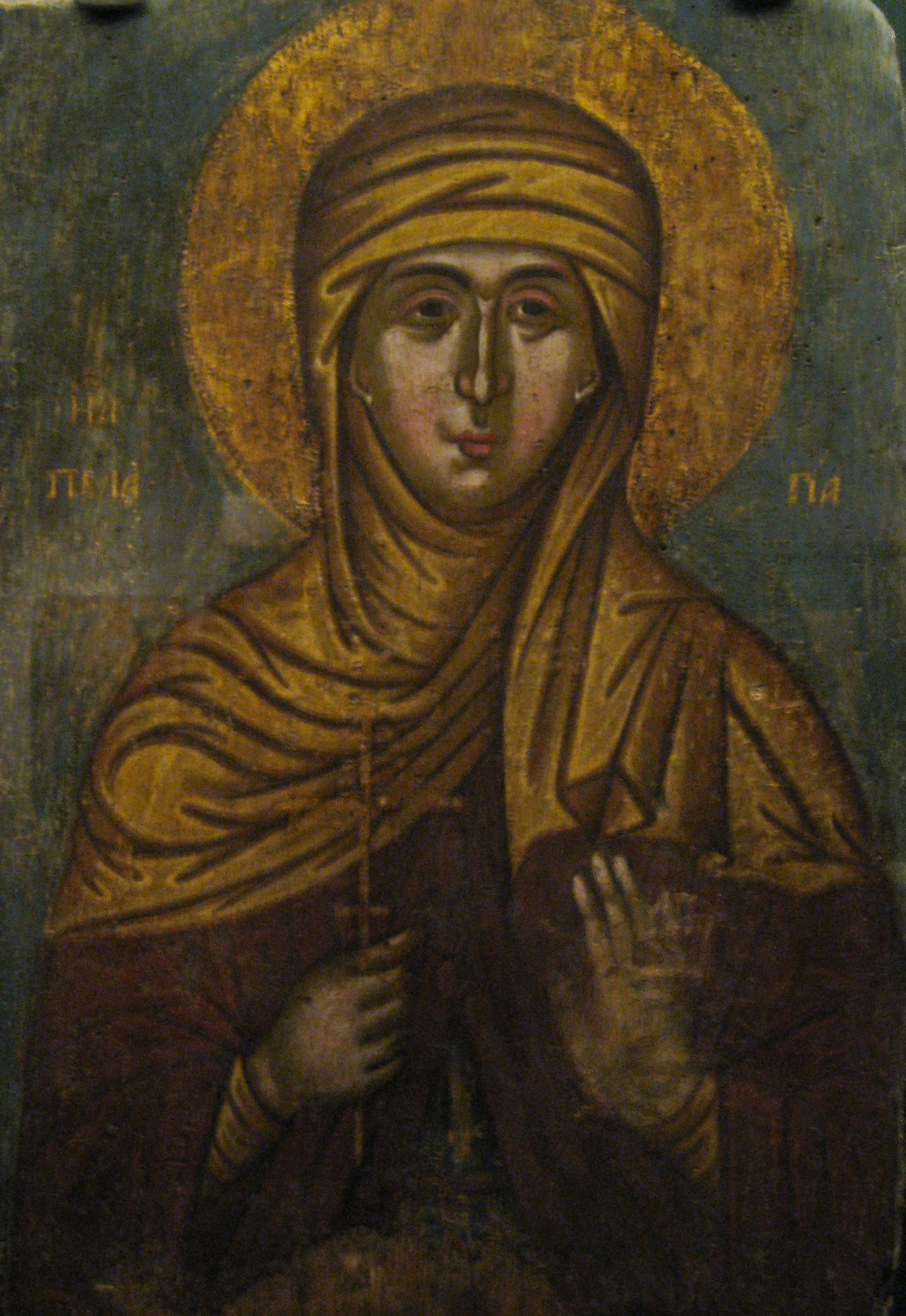
Santa Pelagia de Antioquía.

- Santa Pelagia de Antioquía (f. 302), virgen y mártir.
- Santa Reparada (s. IV), virgen y mártir.
- San Félix de Como (s. IV), obispo.
- San Evodio de Ruan (s. V), obispo;
- Santa Ragenfreda de Denain (s. VIII), abadesa.
- San Hugo de Génova (f. 1233), religioso.
- Beatos Juan Adams, Roberto Dibdale y Juan Lowe (f. 1586), presbíteros y mártires.